# La Vierge à la rose (Parmigianino)
La Vierge à la rose (en italien : Madonna della rosa), est un tableau réalisé en 1530 à la  peinture à l'huile sur panneau de peuplier par Parmigianino (« Le Parmesan »).
L'œuvre est aujourd'hui conservée à la Gemäldegalerie de Dresde, en Saxe (Allemagne).

## Histoire
Le tableau a été réalisé pour Pierre l'Arétin, mais, lors du séjour du pape  Clément VII à Bologne de décembre 1529 à avril 1530 pour le couronnement de Charles Quint, il est offert au pape. On pense généralement que les travaux ont été achevés en mars 1530, lorsque Parmigianino se rendit à Venise avec le sénateur Ludovico Carbonesi pour acheter des pigments pour une œuvre ultérieure, la décoration à fresque de la chapelle San Maurizio à San Petronio, une commande de l'empereur Charles Quint en personne. Cependant, avec le départ de Parmigianino de Bologne, le tableau est en fait resté entre les mains de Dionigi Zani et de son fils Bartolomeo. Pietro Lamo (it) a relaté avoir vu le tableau dans la maison de Bartolomeo en 1560, le décrivant comme « la Vierge avec un bébé dans ses bras ayant ses doigts sur un globe ». En 1566, c'est à la villa Zani (it), dans les collines autour de Bologne, que Doni l'a vu, ainsi qu'une collection d'antiquités.
Des études préparatoires, maintenant conservées dans la collection Devonshire à Chatsworth House montrent un enfant Jésus qui donne des coups de pied.
Le tableau a reçu son titre, Madonna della Rosa, de Cavazzoni et avait déjà un prix notoirement élevé à cette époque. Doni a écrit que « [pas même] une grande tasse de scudi ne le paierait ». Les comtes Zani refusèrent de nombreuses et importantes propositions d'achat dont, le 2 février 1585, celle de Vincenzo Ier Gonzaga (Vincent Ier de Mantoue) ou celle du cardinal Farnèse. Quelque cinquante copies en sont réalisées à l'époque de Vasari, toutes commandées par leur futur propriétaire — l'une d'entre elles est maintenant dans la Royal Collection.
En 1752, le comte Paolo Zani cède à l'offre d'Auguste III de Saxe et lui vend l'œuvre originale pour 1 350 sequins. Plus tard, par transmission héréditaire, le tableau est transféré à Dresde et sa galerie dans laquelle elle est toujours conservée.

## Description et style
Sur un fond sombre, dans lequel on distingue un rideau rougeâtre, « La Vierge à la rose », sujet iconographique répandu, est représentée assise à mi-corps avec l'Enfant nu allongé devant elle. Le visage de la Vierge est classiquement parfait, elle étend son bras gauche sur son fils et se penche vers la droite pour prendre la rose que Jésus lui offre, passant son bras par en dessous. L'Enfant, qui regarde directement le spectateur, est adossé à un globe terrestre scintillant et porte au poignet un bracelet de corail rouge, ancien symbole apotropaïque.
Les robes soyeuses de la Vierge adhèrent à la poitrine en se plissant et en adhérant avec une élégance mondaine, enveloppant le corps et mettant en valeur les seins.
Vasari avait déjà saisi le raffinement et l'élégance de cette Madone, à la saveur presque païenne : « la Vierge est d'un bel air, et le putto est également très naturel, car il donnait toujours aux visages des putti une vivacité proprement enfantine, qui fait connaître certains esprits aigus et malicieux que les enfants ont souvent ; il a également habillé Notre Dame de manière extraordinaire, l'habillant d'une robe qui avait des manches de voiles jaunâtres et presque dorées, qui en réalité avaient une très belle grâce, faisant apparaître la chair réelle et très délicate, en plus du fait qu'on ne peut pas voir des tableaux mieux peints ».
Ireneo Affò relève l'impression de Benigno Bossi, selon qui le peintre a eu comme « première pensée » celle de représenter « Vénus et Cupidon ; […] les ailes derrière le putto sont encore représentées, et plusieurs smanigli sur les bras et certains ornements sur la tête de la Vierge, qui témoignent pleinement des repentirs du peintre, qui font de Vénus, une Notre-Dame, et de Cupidon, un Enfant Jésus ». Cette hypothèse est démentie par tous les dessins préparatoires, mais en réalité les thèmes, qu'ils soient religieux ou profanes, étaient soumis à l'orientation stylistique irréversible choisie par Parmigianino : élégance décorative, préciosité formelle et virtuosité compositionnelle raffinée.
Si la rose et le globe tenus par l'Enfant devaient représenter respectivement la préfiguration de la Passion et le salut du monde opéré par le Christ, selon l'interprétation alchimique de Fagiolo dell'Arco la rose, symbole de la rondeur, serait la « métaphore du succès de l'opus », et l'œuvre entière représenterait l'Immaculée Conception.

## Postérité
L'artiste franco-polonaise Lea Lublin reproduit l'Enfant dans son triptyque R.S.I. – Dürer, del Sarto, Parmigianino de 1983,,.